# Expediciones polares

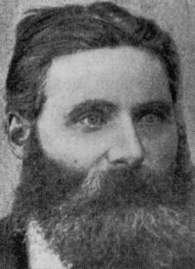
El capitán de barco y piloto de hielo noruego Søren Zachariassen de Tromsø (nacido en 1837, fallecido en 1915). Fuente: Museo de Tromsø, Noruega. Autor: desconocido.

## Exploradores del polo norte

### Segunda época
- John Franklin

### Tercera época
- Otto Nordenskjöld
- Fridtjof Nansen
- Salomon August Andrée
- William Edward Parry
- Luis Amadeo de Saboya
- Robert Peary
- Roald Amundsen
- Umberto Nobile

## Exploradores del polo sur

### Primera época
- Gabriel de Castilla
- Nathaniel Palmer
- James Cook

### Segunda época
- Jules Dumont D´Urville
- James Clark Ross

### Tercera época
- Otto Nordenskjöld
- Jean-Baptiste Charcot
- Robert Falcon Scott
- Ernest Shackleton
- Wilhelm Filchner
- Roald Amundsen
- Ramón Hernando de Larramendi
- Richard E. Byrd

## Lista de expediciones polares

### Expediciones árticas
- Expedición Circumpolar (1990-1993)

### Expediciones antárticas
- 1900: Expedición Antártica Británica (Expedición Discovery)
- 1907-1909: Expedición Antártica Imperial Británica (Expedición Nimrod)
- 1910-1912: Expedición Antártica Británica 1910 (Expedición Terra Nova)
- 1911-1913: Expedición Antártica Australiana (Expedición Aurora)
- 1914-1916: Expedición Imperial Trans-Antártica (Expedición Endurance)
- 1921: Expedición Quest
- 1961-1962: Primer vuelo latinoamericano al polo sur (Armada Argentina)
- 2005-2006: Expedición Transantártica